# Psychotria villosa
Psychotria villosa là một loài thực vật có hoa trong họ Thiến thảo. Loài này được Ruiz & Pav. miêu tả khoa học đầu tiên năm 1799.